# Seireishin Seiki Fhey Area
Seirei Shinseiki Fhey Area (精霊神世紀フェイエリア) est un jeu vidéo de rôle sorti en 1992 sur Mega-CD. Le jeu a été développé et édité par WolfTeam. Il n'est sorti qu'au Japon.